# Mogera wogura
Mogera wogura är en däggdjursart som först beskrevs av Coenraad Jacob Temminck 1842.  Mogera wogura ingår i släktet Mogera och familjen mullvadsdjur. IUCN kategoriserar arten globalt som livskraftig.
Detta mullvadsdjur förekommer i östra Asien. Underarten M. w. wogura hittas i södra Japan på öarna Honshu, Shikoku, Shodo och på flera mindre öar i området. Underarten M. w. robusta lever på Koreahalvön och i östra Ryssland. IUCN godkänner båda taxon som arter.

## Underarter

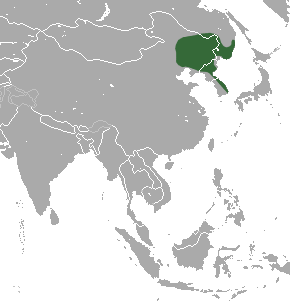
Utbredningsområde för underarten M. w. robusta

Arten delas in i följande underarter:
- M. w. robusta
- M. w. wogura

Se även texten om utbredningen.